# Xincun (Lingshui)
Xincun (chinesisch 新村镇, Pinyin Xīncūn Zhèn) ist eine Großgemeinde im Südosten des Autonomen Kreises Lingshui der Li in der südchinesischen Provinz Hainan. Xincun hat eine Fläche von 60,97 km² und 33.183 Einwohner (Zensus 2010). Die Großgemeinde lebt in erster Linie von der Fischerei, hinzu kommen Landwirtschaft und Tourismus.

## Sehenswürdigkeiten
Das Naturschutzgebiet Nanwan-Affeninsel (南湾猴岛自然保护区) mit einer großen Rhesusaffen-Population liegt auf der Nanwan-Halbinsel (南湾半岛), die zum Verwaltungsgebiet der Großgemeinde gehört.

## Administrative Gliederung
Xincun setzt sich aus einer Einwohnergemeinschaft und zehn Dörfern zusammen. Diese sind:
- Einwohnergemeinschaft Xincun (新村社区), Sitz der Gemeinderegierung;
- Dorf Changpo (长坡村);
- Dorf Chengpo (城坡村);
- Dorf Hai'ou (海鸥村);
- Dorf Haiyan (海燕村);
- Dorf Haiying (海鹰村);
- Dorf Jiusuo (九所村);
- Dorf Nanwan (南湾村);
- Dorf Tonghai (桐海村);
- Dorf Yanjin (盐尽村).